# ウラジオストク航空352便墜落事故
ウラジオストク航空352便墜落事故（ウラジオストクこうくう352びんついらくじこ、英：Vladivostok Air Flight 352、露：Рейс 352 Владивосток Авиа）は、2001年7月4日にロシア・コルツォヴォ国際空港発同国ウラジオストク国際空港行きウラジオストク航空352便（ツポレフ Tu-154M）が途中経由地のイルクーツク国際空港へのアプローチ中に制御を失い失速し、イルクーツク州ブルダコフカに墜落した航空事故である。墜落により乗員9名と乗客136名の計145名全員が死亡し、ロシア国内（ソ連時代含む）で発生した航空事故としてはアエロフロート航空3352便事故（死者178名）、アエロフロート航空217便墜落事故（死者174名）に次ぐ惨事となった。

## 事故機
事故機のツポレフ Tu-154Mは機体記号がRA-85845、製造番号は86A735で、事故当時機齢15年の機材であった。機体は1986年に製造され、中国国有企業の中国民航 (CAAC) に納入された。その後複数の中国の航空会社で運用され、2001年にリース契約に基づいてウラジオストク航空に引き渡された。ウラジオストク航空に引き渡された後、機体には"Ussuriysk"の愛称が付けられた。
機体は2000年10月から2001年4月までメンテナンスのためヴヌーコヴォ国際空港に駐機されており、その後ウラジオストク空港に回航され、4月に営業飛行に就航した。事故時点で同機はウラジオストク航空で約390時間飛行していた。

## 乗員・乗客
事故便には乗客136名（子供6名を含む）が搭乗していた。乗客のほとんどはロシア人であったが、当局の発表によると同機には12名の中国人が搭乗していた。また、乗客名簿によると136名中48名は途中経由地のイルクーツクへ、残る88名は最終目的地のウラジオストクへ向かう予定であった。地元メディアによると、乗客の内21名はロシア沿海地方のアルチョームの住民であったという。
| 国籍   | 乗客 | 乗員 | 合計 |
| ------ | ---- | ---- | ---- |
| ロシア | 124  | 9    | 133  |
| 中国   | 12   | 0    | 12   |
| 合計   | 136  | 9    | 145  |

乗員はコックピットクルー4名、キャビンアテンダント5名の9名が搭乗していた。機長はヴァレンティン・ステパノビッチ・ゴンチャルク（当時51歳）であった。機長はサンクトペテルブルクのブグルスラン航空学校を卒業し、アントノフ機とイリューシン機の操縦経験があり、1979年からはツポレフ機を操縦していた。その他のコックピットクルーはセルゲイ・アレクサンドロヴィッチ・ディデンコ副操縦士、ニコライ・ニコラエヴィッチ・サクリチン航法士、ユーリ・アレクサンドロヴィッチ・ステパノフ航空機関士であった。

## フライト
352便はウラル地方のエカテリンブルグからイルクーツクを経由し極東のウラジオストクへ向かう便であった。この路線にはツポレフ Tu-154型機が充当されていた。2001年7月3日、事故便はイルクーツクへの飛行の承認を得た。この日は安全に飛行できる良好な天候で、天気予報においても大きな気象の変化は予告されていなかった。エカテリンブルグからイルクーツクまでの飛行時間は約3時間40分で、終点のウラジオストクへは現地時間9時50分に到着する予定であった。
352便は現地時間19時47分にコルツォヴォ国際空港を離陸し、高度5,000メートル（16,000フィート）まで上昇した。その後は巡航高度10,000 メートル (33,000フィート) まで上昇し、特段の支障なくイルクーツク国際空港へ向かって飛行を続けた。

### アプローチ
現地時間1時50分、352便はイルクーツクへの降下を開始した。降下中にブリーフィングが行われ、副操縦士が操縦を担当し、機長が計器の監視を行うことを決定した。
数分後、352便はラズドリエを通過しイルクーツクの管制官に352便の現在位置について交信を行った。管制官は352便に高度2,700メートル (8,900フィート) まで降下してレフトトラフィックパターンのダウンウィンドレグへの飛行を許可し、続いて2,100メートル (6,900フィート) までの降下を許可した。
| 01:58:22 | ディスパッチャー | イルクーツク管制、こちら85845、こんばんは。ラズドリエを通過。空港情報はXを取得。                                                                      |
| 01:58:32 | 管制官           | 85545、こちらイルクーツク管制、こんばんは。最終進入地点まで方位282度、距離80 (km)。 高度2700 (m) まで降下しレフト・ダウンウィンドレグへの飛行を許可。 |
| 01:58:43 | ディスパッチャー | 845便、高度2700メートルへ降下しダウンウィンドレグへ飛行します。                                                                                       |

2時5分、高度2,100メートル（6,900フィート）まで降下した時、機長は滑走路を視認したと報告した。この時点で352便は対気速度290ノットで飛行していたが、これは降着装置の展開時の許容対気速度を上回っていた。最終的に352便は高度900メートル (3,000フィート) で水平飛行に移り、対気速度は230ノットまで減速したがそれでも許容速度より僅かに速かった。その後機長は速度を下げるよう指示し、352便は雲の中に入りコックピットから地平線が見えなくなった。
352便はアプローチを開始してから1回目と2回目の旋回を終了し、3回目の旋回を開始した。20 - 23度のバンク角で左旋回を行い、その最中に航法士が降着装置を展開したがフラップとスラットは展開しなかった。その後対気速度は197ノットに低下し、現在の飛行段階における最低速度を2.7ノット下回った。機長は速度の低下について警告を行い、高度850メートル（2,790フィート）と速度192 - 194ノットを維持するのに十分な推力をゆっくりと加えることとした。

### 事故
旋回中、機体は急激に左へ傾いてバンク角が最大16.5度増加しバンク角過大警報が鳴動した。これを受けて副操縦士は機体を立て直そうと機首を4度下げたが、誤って操縦桿を左へ切ったためオートパイロットが解除されバンク角が20度から30度に増加した。しかし、この後も副操縦士は機体を左へ傾け続け、バンク角は最大バンク角を超えた48度に達した。ここに至って機長は副操縦士の間違いに気付き、副操縦士に機体を左に傾けるのをやめるよう指示した。
| 02:07:45 |          | 失速警報音                             |
| 02:07:47 |          | オートパイロット解除音声               |
| 02:07:49 | 機長     | 畜生! 何をしてるんだ!?                 |
| 02:07:51 | 機長     | スピード!                              |
| 02:07:53 | 機長     | 畜生!（スロットルレバーを）押し上げろ! |
| 02:07:53 | 副操縦士 | とまれ! とまれ! どこだ!? どこだ!?      |
| 02:07:55 | 機長     | とまれ とまれ とまれ!                  |

機長は副操縦士から操縦を引き継ぎ、状況の修正に努めた。機長は右に操縦桿を倒して機体は右旋回に移行したが、旋回が急すぎた為に機長が現在の機体の状況を見誤り再度左へ操縦桿を傾け左旋回に戻った。副操縦士は再度左に大きく傾いていることに気付き機長へ右に旋回するよう指示した。
乗員は垂直降下率の増加を感じたため、過剰な機首上げ操作を行った。その後、352便は深刻な左バンク角で旋回し、危険なほど大きく機首が上がった状態となり、機体は失速状態に陥った。この結果機体は錐揉み状態となり、副操縦士は機体を立て直すために推力を追加する必要があることに気付いたが、この時点で立て直すために必要な時間はほとんど無かった。
| 02:08:05 | 不明       | 推力!                 |
| 02:08:06 | 航空機関士 | 了解!                 |
| 02:08:08 | 不明       | 推力追加!             |
| 02:08:09 | 副操縦士   | 離陸推力! 神よ!       |
| 02:08:10 | 航空機関士 | 離陸推力セット!       |
| 02:08:11 | 機長       | もうここまでだ! 畜生! |
| 02:08:16 |            | 電波高度計の警報音    |
| 02:08:22 |            | 録音終了              |

2時8分、352便はイルクーツクから約22キロメートル離れたBurdakovkaの集落付近に墜落した。墜落直後に機体は爆発し、乗員乗客145名全員が即死した。
付近の住民は、光の点滅に続いて爆発と火柱が上がるところを目撃した。周辺住民の女性が、航空機が畑に墜落したと消防士に通報した。墜落現場では局地的な火災が発生し、合計180名の消防士が出動して消火活動を行った。また、イルクーツクからは墜落現場に向かってヘリコプターが派遣された。少なくとも200名の救助隊員が救難活動に参加した。森林と湿地が多い地域に墜落したため、地形に救難活動が妨げられた。航空機の破片は狭い範囲に散乱していた。
ITAR-TASSは7月4日の夕方までに、乗客136名と乗員9名の犠牲者全員が墜落現場から回収されたと報道した。

## 反応

### 政府の対応
事故直後、乗客の出迎えのためイルクーツク国際空港に居た乗客の親族らは、352便の到着が遅れていると繰り返し告げられた。その後、親族らは地元ニュースの報道を通じて352便が墜落したことを知った。ウラジオストクでは、このニュースを知らなかった親族は当初352便はウラジオストクに到着しないと告げられたが、その原因については何の説明も行われなかった。その後、彼らはウラジオストク航空の従業員によって空港ターミナルの待合室に案内され、そこには心理学者と医師のチームが待機していた。エカテリンブルクでは、親族がターミナルのVIPラウンジエリアに集まった。エカテリンブルク、イルクーツク、ウラジオストクには親族のためのヘルプラインが設置された。
当局は親族をイルクーツクに送るためのチャーター便を手配した。宿泊費や食事を含む全ての費用はイルクーツク地方政府が負担し、長距離通話等の費用はウラジオストク航空が負担した。ただし、現場への唯一のアクセス道路が警察によって封鎖されていたため、親族は事故現場に訪れることは許可されなかった。
当時のロシア非常事態省大臣セルゲイ・ショイグは、復旧作業を監視するために墜落現場へ訪れた。同省は追加の救助者と装備を備えたイリューシン Il-76を墜落現場に派遣すると発表した。しかし、イルクーツク当局がイルクーツクの救助隊員の数は復旧作業に十分であると述べたため、派遣は後に中止された。スヴェルドロフスク州の副大臣ヴィクトル・シュターガーは、スヴェルドロフスク州からの犠牲者の本国送還手続きを行うためイルクーツクに向かった。東シベリア地域間航空輸送局のユーリー・ジュラヴレフは、352便墜落時に勤務していた管制官らを停職処分にしたと発表した。
沿海地方とスヴェルドロフスク州は当初、7月5日に地域全体の追悼の日を発表した。この地域では州旗が半旗で掲げられ、娯楽イベントは中止となり、ラジオやテレビの番組の前には犠牲者への黙祷が捧げられた。また、新聞の一面は白黒で印刷された。その後、ウラジーミル・プーチン大統領は7月5日を国家追悼の日とする法令を発表した。また、プーチンは現職のロシア首相ミハイル・カシヤノフに対し、イリヤ・クレバノフ副首相が委員長を務める特別調査委員会の設置を命じた。

### 追悼
事故を受け、ロシア各地で追悼式が行われた。スヴェルドロフスク州では、地元の大司教がエカテリンブルク教区のもとで追悼式が執り行われると発表した。葬儀は親族の希望により、親族欠席で執り行われた。イルクーツクでは、地元の貿易業者が事故を受けて商品の価格を引き下げたとされる。住民21名が事故の犠牲となったアルチョムでは、アルチョムの炭鉱労働者文化宮殿で追悼式が行われた。数千人の弔問客を集め、行列が数百メートルにわたって続いた。ある日、アントノフ An-2が犠牲者への別れの印として、超低空で弔問客の上空を飛行した。市内の犠牲者は海と森の墓地に埋葬された。報道によると、機長と副操縦士を含む乗員7名の遺体は共同墓地に埋葬される予定とされる。アルチョムのウラジーミル・ノビコフ市長は、「私たちの街の歴史の中で、これほどひどい悲劇はかつてなかった。」と述べ、ウラジオストクでは中央広場で葬列が行われ、ウラジオストクのユーリー・コピロフ市長は、犠牲者への追悼の意を表明した。
ウラジオストク航空は、約150万ルーブルをかけてアルチョムのシェヴェレフスキー墓地に記念施設を建設することに同意した。記念施設の近くには鐘が取り付けられた礼拝堂も建設された。追悼施設は墜落記念日に除幕された。イルクーツクの墜落現場にもオベリスクが建設され、ウラジオストクでは市の海上墓地に記念碑が建てられた。

### 補償
犠牲者の家族への補償に関して、イリヤ・クレバノフはロシア政府は遺族に補償を提供しないと発表した。代わりに、支払いの責任は保険会社が負うこととなった。ウラジオストク航空は、犠牲者の埋葬料として3万ルーブルを支払う予定で、賠償総額は今後さらに検討されると発表した。被害者遺族数名は補償金額に満足せず、追加賠償を要求した。最初の訴訟は11月にアルチョムで開かれた。2002年2月の時点で、93名の被害者の親族の間で補償額の合意が得られた。最後の訴訟は2003年5月に和解で決着した。

## 調査
墜落から数時間後、墜落原因としていくつかの理論がすぐに考えられた。その中には妨害行為、機械的故障、パイロットエラーが含まれており、セルゲイ・ショイグ非常事態省大臣は、352便が空港へのアプローチ中の3回目の旋回中に高度800メートルから墜落したと述べた。同氏は更に、ツポレフ Tu-154の3つのエンジンすべてが飛行中に故障し、乗員が機体の制御を失ったとも述べた。ただし、事故原因について判断するには時期尚早と付け加えている。
コックピットボイスレコーダーとフライトデータレコーダーは7月4日に墜落現場から回収され、解読のためモスクワに運ばれた。
ツポレフ設計局の関係者は、自動制御システムにより機体が迎え角と重力加速度の限界値を超えることはないと強調した。彼らは、機内コンピューターがあればパイロットのミスは防げただろうと付け加えた。
墜落現場の調査結果は、機体が失速したことを示していた。捜査官らは、航空機が軸を中心に回転中に機体の腹部から水平に落ちたと述べた。残骸は一部に集中しており、周囲への飛散は少なかった。イルクーツク警察は、残骸の飛散した区画は航空機の全長の２倍を超えなかったと発表した。

### 予備調査結果
7月6日、同機のフライトレコーダーの解析による予備調査結果は、パイロットのミスが墜落の最も可能性の高い原因であることを示した。飛行記録には、イルクーツクへのアプローチ中に爆発やエンジン故障などの緊急事態が発生した兆候は記録されていなかった。
7月10日、イリヤ・クレバノフは記者会見で墜落は「人的要因」によって引き起こされたと発表した。州捜査委員会は、事故原因について疑いの余地はないとした。機首が迎え角の限界値を超えたため、機体は失速し錐揉み状態に陥って地面に墜落した。委員会によると、操縦桿は乗員によって過剰に引き下げられていた。航空機の警報システムは少なくとも2回にわたって乗員に危険な状況を警告していたが、乗員はそれを無視していた。クレバノフはまた、アプローチ中に乗員の感情状態が変化したとも述べた。この声明に対し、ウラジオストク航空はクレバノフの発言に異議を唱え、乗員は経験豊富なパイロットであり、墜落事故は彼らによって引き起こされた可能性はないと主張した。
8月21日、乗員の訓練と飛行に関する安全管理を担当していたウラジオストク航空の幹部2名が調査委員会の査察を受けて退職した。委員会は乗員が過労状態であったことを発見した。過去2 - 3年間はほとんど休暇を与えられていなかったほか、同社の乗員の多くは長距離飛行の前にほとんど十分な休息をとっておらず、パイロットが長時間飛行することも珍しくない状態であった。委員会は、これら全ての要因が乗組員の心理的および身体的状態に寄与し、それが飛行中の疲労に繋がったとした。
委員会は更に、ウラジオストク航空がロシアの既存の労働法に違反しており、乗務員の交替手順、乗務員の状態、休憩の方法や期間など、運航に関する様々な事項を見直すよう求めた。

### 結論
最終報告書は、2001年12月13日に国家調査委員会によって発表された。
3回目の旋回開始時に、乗員は自動操縦に設定した高度を維持できなかった。自動操縦装置は既定高度へ戻すため、機体を自動的に操縦して設定された高度に戻そうとした。これによりバンク角が増大し、失速警報が鳴動した。
そして乗員は積み重なった疲労により、操縦ミスを繰り返した。副操縦士が機体を繰り返し左に傾け続けたため自動操縦が解除された。機長による操縦への介入中に、更に危険に晒す一連の操縦を行った。更に、この事態に陥る前に352便は雲に入り、乗員は地平線を視認できなくなっていた。このため介入中に、機長は空間識失調を患った可能性が高いと見られる。
その後、副操縦士は機体が左に傾いていることに気付いたが、操縦桿が過度に引き下げられ機首が迎え角の限界を超えてしまった。一連の操縦による減速と降着装置の展開のため、翼は揚力を失い失速して錐揉み状態に陥った。最期の瞬間、乗員は機体を立て直すには推力を増す必要があることに気付いたが、この時点で高度は850メートル（2,790フィート）であり、立て直しは不可能であった。

### 余波
委員会は、ウラジオストク航空の運航において複数の重大な違反が発見されたため、運輸省極東地域局の監督に「重大な欠陥」があったと指摘した。この調査結果により、運輸省の職員2名が最終的にその職を解任された。352便墜落事故は、1994年のバイカル航空130便墜落事故、1997年のアントノフ An-124墜落事故 (en) に次ぐ、イルクーツク地方における過去10年間で3度目の大規模航空事故となったため、アレクサンダー・ネラドコ副大臣は運輸省に対し、この地域における過去の航空事故と飛行の安全性に関する分析を行うよう命令した。分析結果は、今後の飛行の安全対策や提案の参考となり、上記の提案と対策は標準化のために更に連邦政府に送られることとなる。ロシアにおける航空会社の組織手順に関する既存の規制の明確化も命じられた。